# Kenneth To
Kenneth „Kenny“ King-him To (chinesisch 杜敬謙 / 杜敬谦, Pinyin Dù Jìngqiān, Jyutping Dou3 Ging3him1, * 7. Juli 1992 in Hongkong; † 18. März 2019 in Gainesville, Florida, Vereinigte Staaten) war ein (Hongkong-)chinesisch-australischer Schwimmer.

## Karriere

### Karrierebeginn und erste Erfolge
Kenneth To wurde am 7. Juli 1992 in Hongkong geboren, zog jedoch als Zweijähriger mit seiner Familie nach Australien, wo er in weiterer Folge aufwuchs. Im Alter von etwa fünf Jahren begann er mit dem Schwimmen im Ashfield Swimming Pool in Ashfield, New South Wales. Anfangs an einer Aquaphobie leidend, begann Tos rasante Entwicklung erst, als er etwa zwölf Jahre alt war und er durch den Schwimmunterricht an der Haberfield Public School im nahen Haberfield gefördert wurde. Bereits während seiner Jugend galt To als erfolgreicher Schwimmer, der eine Vielzahl an Wettbewerben gewann. Die herausragendsten Erfolge seiner Juniorenzeit waren unter anderem mehrere Medaillen bei den Commonwealth Youth Games des Jahres 2008 in Pune, Indien, und beim Australian Youth Olympic Festival des Jahres 2009 in Sydney.
Den Durchbruch im Juniorenbereich schaffte er spätestens 2009, als er in der Altersklasse der 16-Jährigen einen seit einem Jahrzehnt bestehenden und von Ian Thorpe aufgestellten Rekord über 200 m Lagen brach und eine Zeit von 2:04,31 Minuten schwamm. Im darauffolgenden Jahr nahm To als einer von 100 australischen Athleten an den Olympischen Jugend-Sommerspielen 2010 in Singapur teil und gewann bei den dortigen Schwimmwettbewerben mit einer Zeit von 22,82 Sekunden Silber über 50 m Freistil, mit einer Zeit von 50,29 Sekunden Bronze über 100 m Freistil, sowie mit einer Zeit von 2:02,51 Minuten Silber über 200 m Lagen. Bei den Pan Pacific Swimming Championships der Junioren, die im Jahre 2010 auf Maui stattfanden, gewann To Gold in den drei Disziplinen 50 m Freistil, 100 m Freistil und 4 × 200 m Freistil. Außerdem war er Silbermedaillengewinner über 4 × 100 m Freistil und 4 × 100 m Lagen.

### Durchbruch in den Erwachsenenbereich

#### 2010 und 2011
Bei den Australian Short Course Swimming Championships 2010 schaffte er den Durchbruch in den Erwachsenenbereich; als Schwimmer repräsentierte er das Schwimmteam der Trinity Grammar School aus Sydney. Mit einer Zeit von 52,39 Sekunden belegte er vor Tommaso D’Orsogna und John Goo den ersten Platz über 100 m Lagen. Über 200 m Lagen rangierte er hinter D’Orsogna und vor Jayden Hadler auf dem zweiten Platz; einen weiteren Podiumsplatz erreichte er über 100 m Brust, als er mit einer Zeit von 59,70 Sekunden Dritter wurde. Durch diese Leistungen schaffte er auch die Teilnahme an den im Dezember 2010 in Dubai stattfindenden Kurzbahnweltmeisterschaften 2010. Bei ebendiesen wurde er mit einer Zeit von 52,20 Sekunden Fünfter über 100 m Lagen, sowie mit 1:55,64 Minuten Sechster über 200 m Lagen. Im darauffolgenden April nahm er an den Australian Swimming Championships 2011 im Sydney International Aquatic Centre teil und gewann knapp hinter Mitch Larkin und knapp vor Leith Brodie die Silbermedaille über 200 m Lagen. Dadurch erkämpfte er sich auch einen Startplatz bei den Schwimmweltmeisterschaften 2011 in Shanghai, wo er über 200 m Lagen mit einer Zeit von 1:59,26 auf den siebenten Platz kam. In den Vorläufen hatte er mit einer Zeit von 1:59,02 problemlos den Einzug in den Finaldurchgang geschafft. Am Ende des Schwimm-Weltcups des Jahres 2011 belegte er mit 31 erreichten Punkten den sechsten Platz.

### Weltcup-Sieger und weitere Erfolge

#### 2012
Bei den Australian Swimming Championships 2012 in Adelaide schaffte er es in keiner einzigen Disziplin auf das Podest und verpasste nur knapp Auswahl des australischen Schwimmteams für die Olympischen Sommerspiele 2012. Seine besten Platzierungen waren ein vierter Rang über 200 m Lagen und ein neunter Platz über 100 Meter Freistil; sieben Wochen vor den Wettbewerben wurde To der Blinddarm operativ entfernt, wodurch er noch zu keinen Topleistungen im Stande gewesen sein soll. Dennoch vertrat er sein Heimatland bei den von Ende Mai bis Anfang Juni stattfindenden Oceania Swimming Championships 2012 in Nouméa, Neukaledonien und war mit sieben Medaillen (davon fünf Gold- und zwei Silbermedaillen) einer der erfolgreichsten Athleten im Teilnehmerfeld. Überaus erfolgreich agierte er auch während des Schwimm-Weltcups 2012, als er über 100 m Freistil in Dubai, über 100 m Schmetterling in Stockholm und Peking, sowie über 100 m Lagen in Dubai, Doha, Moskau, Peking und Singapur als Sieger aus dem Wasser stieg und mit 195 erreichten Punkten Weltcupsieger der Männer wurde. Mit einer Zeit von 51,43 Sekunden stellte er beim bereits erwähnten 100 m Lagen in Dubai einen neuen australischen Landesrekord auf. Bei den Kurzbahnweltmeisterschaften 2012, die im Dezember in Istanbul ausgetragen wurden, schwamm To wieder mit der Weltelite, konnte jedoch keine Goldmedaille erobern. Hinter Ryan Lochte, der im Halbfinale mit einer Zeit von 50,71 Sekunden einen Weltrekord aufstellte, belegte To im Finale über 100 m Lagen den zweiten Platz. Mit seinen 51,38 Sekunden lag er lediglich 17 Hundertstel hinter Lochte und schaffte damit einen weiteren australischen Landesrekord. Bronze gewann er in den Staffeln über 4 × 100 m Freistil und 4 × 100 m Lagen; im Einzelwettbewerb über 200 m Lagen wurde er Vierter (Goldmedaillengewinner Ryan Lochte stellt hierbei einen weiteren Weltrekord auf).

#### 2013
Von Ende April bis Anfang Mai 2013 nahm To an den abermals in Adelaide stattfindenden Australian Swimming Championships 2013 teil und gewann bei diesen Silber über 200 Meter Lagen und in der Staffel über 4 × 100 m Lagen sowie die Bronzemedaille über 100 Meter Brust. Bei diesem Meeting nahm er auch an den Vorläufen über 100 Meter Freistil, wo er die Vorläufe, das Halbfinale und das Finale zusammengenommen die viertbeste Zeit schwamm. Seine Leistung über 200 Meter Staffel verhalf ihm in die australische Auswahl, die im Juli und August an den Schwimmweltmeisterschaften 2013 in Barcelona teilnahmen. Bei den Vorläufen nahm To als Schmetterlingsschwimmer an der Staffel über 4 × 100 m Lagen teil; Australien schaffte es dabei auf den zweiten Platz. Im Finale, in dem Ashley Delaney, Christian Sprenger, Tommaso D’Orsogna und James Magnussen die Silbermedaille hinter den Franzosen gewannen, war To nur mehr ein Zuschauer. Als Starter in den Vorläufen nahm er auch über 4 × 100 m Freistil teil; im Einzelwettbewerb über 200 m Lagen belegte er im Finale lediglich den 13. Platz. Seinen Titel als Weltcupsieger konnte To 2013 nicht mehr verteidigen und belegte in der Gesamtwertung mit 192 Punkten den fünften Platz. Beim Meeting in Berlin gelang es ihm mit einer Zeit von 1:52,01 Minuten einen neuen australischen Rekord über 200 Meter Lagen aufzustellen; Ähnliches gelang ihm beim Doha-Meeting, als er mit einer Zeit von 51,19 Sekunden einen neuen Landesrekord über 100 m Lagen aufstellte.

#### 2014
Bei den Australian Swimming Championships 2014, die gleichzeitig als Qualifikationsbewerbe für die Commonwealth Games 2014 dienten, konnte To lediglich eine Medaille gewinnen. Mit dem Team Trinity Grammar A, das aus Bobby Hurley, Matthew Treloar, Ben Schafer und Kenneth To bestand, gewann er Gold in der Staffel über 4 × 100 m Lagen. Den vierten Platz belegte er im Einzelwettbewerb über 100 m Freistil. Durch seine Leistung in letztgenannter Disziplin schaffte er es in die australische Schwimmmannschaft, die im Juli und August an den Commonwealth Games in Glasgow und wenig später im August an den Pan Pacific Swimming Championships 2014 in Gold Coast, Queensland, teilnahmen. Bei den Commonwealth Games nahm er an den Vorläufen über 4 × 100 m Freistil teil, gehörte aber im Finale, das von seinen Landsmännern Tommaso D’Orsogna, Matthew Abood, James Magnussen und Cameron McEvoy gewonnen wurde, nur zum erweiterten australischen Aufgebot, erhielt jedoch als einer der Vorläufer am Ende ebenfalls die Goldmedaille verliehen. Als Schwimmer in den Vorläufen der Staffel über 4 × 100 m Lagen erhielt To am Ende ebenfalls die Silbermedaille, obwohl er im Finale nicht mehr zum Einsatz gekommen war. Nach Beendigung der Commonwealth Games zog To seine Teilnahme an den Pan Pacific Swimming Championships zurück, um sich einer Operation am 4. und 5. Lendenwirbel zu unterziehen. Unter Berücksichtigung der postoperativen Ruhephase und der Regeneration nahm To in weiterer Folge auch nicht am Schwimm-Weltcup 2014 und den Kurzbahnweltmeisterschaften 2014 teil.

### Rehabilitation nach OP und Verbandswechsel

#### 2015 und 2016
Aufgrund seines verletzungsbedingten Ausfalles und der langwierigen Rehabilitation wurden Tos Hoffnungen auf eine Teilnahme an den Schwimmweltmeisterschaften 2015 in Kasan und den Olympischen Sommerspielen 2016 weitgehend zunichtegemacht. So konnte er im Jahre 2015 kaum mehr Erfolge einfahren; einer der wenigen Erfolge in diesem Jahr war unter anderem eine Silbermedaille als Teil von Trinity Grammar A, einem Team bestehend aus James Traiforos, Matthew Treloar, Alston Jeroff und Kenneth To, das bei den Australian Swimming Championships 2015 an der Staffel über 4 × 100 m Lagen teilnahm. Bei den Australian Swimming Championships des darauffolgenden Jahres erreichte To zusammen mit James Traiforos, Matthew Treloar und Daniel Tranter abermals die Silbermedaille über 4 × 100 m Lagen. Ende 2016 reichte To schließlich seine Papiere zum Verbandswechsel bei der FINA ein; anstelle Australiens wollte er nun sein Geburtsland Hongkong bei internationalen Wettbewerben repräsentieren. In weiterer Folge zog er nach Hongkong und stieg in das Schwimmtraining am Hong Kong Sports Institute ein. Noch im Jahre 2016 soll er bereits nationale Rekorde für Hongkong geschwommen sein. Bereits zu dieser Zeit stand sein Ziel, an den Schwimmwettbewerben der Olympischen Sommerspiele 2020 teilzunehmen, fest.

#### 2017
Im August 2017 repräsentierte er Hongkong erstmals auf internationaler Ebene, als er bei den Schwimmwettbewerben der Sommer-Universiade 2017 in Taipeh teilnahm. Binnen zehn Monaten stellte To mindestens 15 neue nationale Rekorde für Hongkong auf; darunter Rekorde auf der Langbahn über 50 m und 100 m Freistil, sowie über 50 m und 100 m Brust und 200 m Lagen. Auf der Kurzbahn stellte er neue Landesrekorde über 50 m, 100 m und 200 m Freistil, 50 m und 100 m Brust, 50 m und 100 m Schmetterling, sowie 100 m, 200 m und 400 m Lagen auf. Nicht minder erfolgreich nahm er im August und September 2017 auch an den Chinesischen Nationalspielen 2017 teil, als er die Silbermedaille mit der Staffel über 4 × 100 m Lagen gewann.

#### 2018 und 2019
Im Mai 2018 wurde To von der Hong Kong Amateur Swimming Association für seine bisherigen Leistungen geehrt. Nur wenige Monate später vertrat er seine neue Heimat bei den Asienspielen 2018 in der indonesischen Hauptstadt Jakarta, konnte sich jedoch nicht in die Medaillenränge vorkämpfen. Seine besten Platzierungen bei den Schwimmwettbewerben waren mit einer Zeit von 22,54 Sekunden ein fünfter Platz über 50 m Freistil, mit 2:01,76 Minuten ein fünfter Platz über 200 m Lagen, sowie zusammen mit Stephanie Au, Nicholas Lim und Camille Cheng ein vierter Platz in der gemischten Staffel über 4 × 100 m Lagen. Bei den Kurzbahnweltmeisterschaften 2018 in Hangzhou war To der erste Schwimmer aus Hongkong, dem es gelang, sich über die Vorläufe und das Halbfinale für das Finale zu qualifizieren. Im Finale über 100 m Freistil erreichte er mit einer Zeit von 51,88 Sekunden den sechsten Platz, womit er einen neuerlichen Landesrekord aufstellte.
Im Januar 2019 kam To in die Vereinigten Staaten, um mit dem erfahrenen Schwimmtrainer Gregg Troy an der University of Florida zu trainieren und an einem Trainingscamp auf den Florida Keys teilzunehmen. Das Ganze galt als rund dreimonatige Vorbereitung auf das im April 2019 stattfindende Hong Kong Festival of Sport, an dem To teilnehmen und sich dadurch für die Schwimmweltmeisterschaften 2019 qualifizieren wollte. Nach dem Training am 18. März 2019 fühlte sich To unwohl und wurde umgehend in ein Krankenhaus in Gainesville, Florida, gebracht, wo er kurz darauf im Alter von 26 Jahren starb. Aufgrund einer Autopsie wird als Todesursache ein plötzlicher Herztod angenommen. Zum Zeitpunkt seines Todes hielt To 19 nationale Schwimmrekorde Hongkongs.